# عبد العزيز الصرعاوي
عبد العزيز عبد الله الصالح الصرعاوي، (1928 - 15 فبراير 2003) سياسي وبرلماني ووزیر وسفیر كويتي سابق، إضافة إلى كونه أحد مؤسسي الرابطة الاجتماعية.

## السيرة الذاتية
من مواليد الكويت عام 1928 م سنة حرب الرقعي، وقديما الولادة كانت تعرف بالمناسبات والاحداث، ولدت في حي الوسط لانه ما بين الشرق والقبلة موقعه حالياً سوق الذهب بالقرب من المدرسة المباركية.
تزوج سنة 1956م بعد تخرجه من القاهرة وكان المهر المسجل بالوثيقة ألف روبية والزفة كانت من النادي الأهلي الرياضي وكان موقعة وزارة المالية سابقاً في شارع فهد السالم بالقرب من فندق الشيراتون
كانت له مساهمات عدة في الهيئات والنقابات فقد كان أحد أعضاء رابطة الادباء وكذلك عضوا في نادي الخريجين إضافة إلى جمعية الحقوقيين وكان رئيسا لرابطة الاجتماعيين الكويتيين عام 1967.
وكان الصرعاوي أحد رجال الرعيل الأول الذين اهتموا بالادب حيث كان يقوم بشراء الكتب الادبية والاجتماعية والتراثية إضافة إلى امتلاكه مكتبة تحتوي على الكتب الثمينة والنادرة.

## دراسته
تلقى تعليمه الأولي في مدرسة حمادة وهي من الكتاتيب المعروفة وقتئذ ثم درس في المباركية وبعد أن انهى الابتدائية والصف الثاني ثانوي أرسل إلى القاهرة في أواخر عام 1943م فأتم دراسته الثانوية والتحق بكلية الحقوق (جامعة القاهرة)، وفي عام 1954م أتم تعليمه الجامعي ودرس لمدة عام واحد في كلية سانت أنتوني بإنجلترا.

## عمله
- عمل سكرتيراً للجنة الإسكان ولم تكن قد تشكلت كإدارة بعد، فكلفته اللجنة بوضع أول نظام لإسكان موظفي الدولة والخبراء والمهندسين وقد استقال من سكرتارية اللجنة بعد اسبوعين فتقرر بعد شهر تأسيس دائرة الشؤون الاجتماعية والعمل فكان إسمه من ضمن منشور تأسيسها في ديسمبر 1965م.
- في 2 فبراير من عام 1972م صار وزيراً للبريد والبرق والهاتف حتى عام 1976م.
- في عام 1979 عين سفيراً للكويت في بغداد.
- سفيرا في المملكة المغربية حتى عام 1988 وهو أول وزير يتقلد منصب سفير.

## وصلات خارجية
- السيرة الذاتية لعبد العزيز الصرعاوي - كونا